# But Life Goes On
But Life Goes On er den første demo fra det svenske dødsmetal-band Entombed der blev udgivet i 1989. Nicke Andersson og Uffe Cederlund sendte denne demo til pladeselskabet Earache Records som sørgede for de fik en pladekontrakt.

## Spor
1. "But Life Goes On" – 02:49
2. "Shreds of Flesh" – 02:03
3. "The Truth Beyond" – 03:22

## Medlemmer
- Lars Göran Petrov – Vokal
- Uffe Cederlund – Guitar
- Alex Hellid – Guitar
- David Blomquist – Bas
- Nicke Andersson – Trommer